# 벨벳 버즈소
《벨벳 버즈소》(영어: Velvet Buzzsaw)는 2019년 공개된 미국의 공포 스릴러 영화이다. 댄 길로이가 감독과 각본을 맡았다. 2019 선댄스 영화제에서 전 세계 최초로 상영되었으며, 2019년 2월 1일에 넷플릭스를 통해 전 세계에 공개되었다.

## 출연

### 주연
- 제이크 질렌할
- 르네 루소
- 자웨 애쉬튼

### 조연
- 톰 스터리지
- 토니 콜렛
- 나탈리아 다이어
- 다비드 딕스
- 존 말코비치
- 빌리 매그너슨
- 마크 스테거
- 앨런 맨델

## 기타
- 협력프로듀서: 도널드 스파크스
- 미술: 제임스 D. 비셀
- 세트: 잔 파스칼
- 의상: 트리쉬 섬머빌
- 배역: 빅토리아 토머스